# Diaparsis ussuriensis
Diaparsis ussuriensis là một loài tò vò trong họ Ichneumonidae.